# Jenny Holmqvist

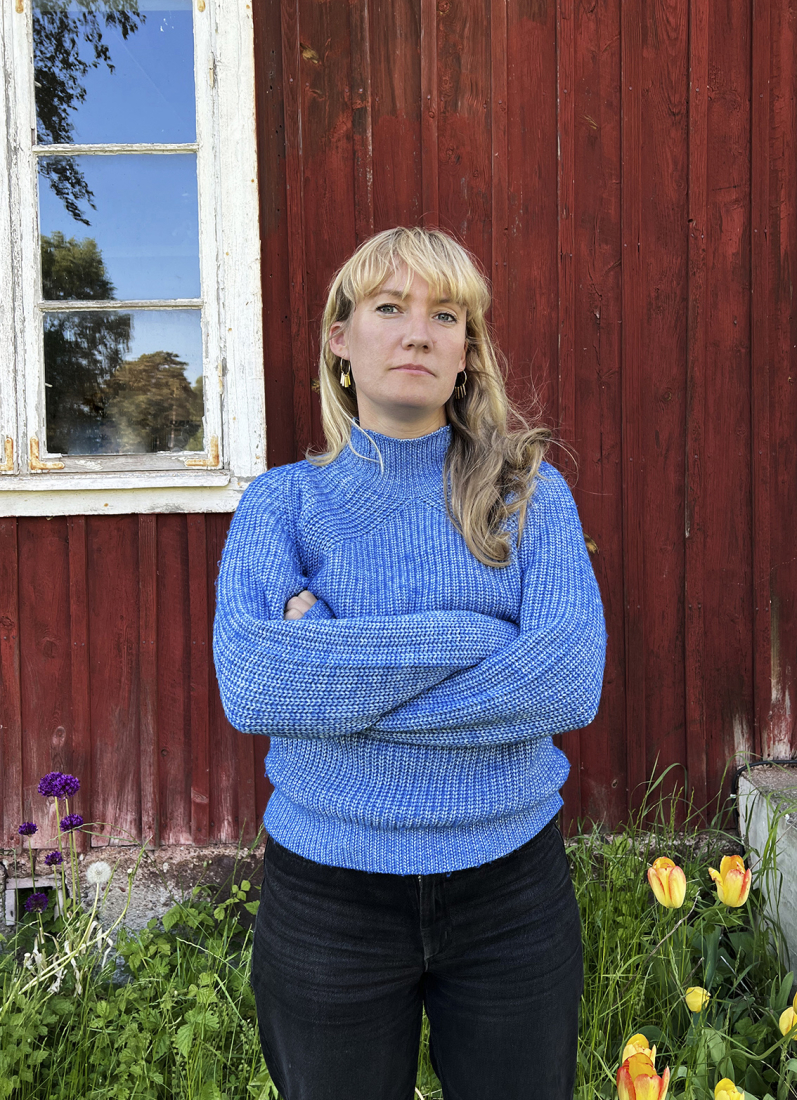
Jenny Holmqvist

Jenny Holmqvist, född 1984 i Göteborg och uppvuxen i Varnhem, Västergötland, är författare och grafisk formgivare. Holmqvist har studerat kreativt skrivande och litteraturvetenskap på Södertörns högskola, samt författarlinjen på Nordens Folkhögskola Biskops-Arnö.
Holmqvist romandebuterade 2021 med Drift, en släktkrönika om förlust, begär och arv. 2024 kom Strålarna, en suggestiv roman om en mor och en dotter, förälskelse och film, yta och förställning. 
Holmqvist har även gett ut barnböcker. Vi går upp i snömolnet utkom 2024 och beskrivs som en charmigt knasig bilderbok, både stämningsfull och humoristisk. Bilderboken Den stora lämningen (2022) är skriven på rim och handlar om en förskolelämning. Berättelsen beskrivs som att den tar vardagens dramatik på allvar.